# Turner Broadcasting System
Turner Broadcasting System, Inc. (часто скорочено Turner Broadcasting, TBS, Inc. або просто Turner) — американський медіаконгломерат та підрозділ Time Warner. Володіє каналами Cartoon Network та Turner Network Television. Любителям Тома і Джеррі компанія відома своїм підрозділом «Turner Entertainment».

## Власники
Власниками цього медіаконгломерату є:
- Тед Тернер ― засновник
- WarnerMedia ― власник